# Pierre-Morains
Pierre-Morains ist eine französische Gemeinde mit 92 Einwohnern (Stand: 1. Januar 2022) im Département Marne in der Region Grand Est (vor 2016 Champagne-Ardenne). Sie gehört zum Arrondissement Épernay (bis 2017 Arrondissement Châlons-en-Champagne) und zum Kanton Vertus-Plaine Champenoise. 

## Lage
Pierre-Morains liegt etwa 50 Kilometer südsüdöstlich von Reims. Umgeben wird Pierre-Morains von den Nachbargemeinden Bergères-lès-Vertus im Norden, Trécon im Nordosten, Clamanges im Osten, Écury-le-Repos im Süden und Südosten sowie Val-des-Marais im Süden und Westen.

## Bevölkerungsentwicklung
| Jahr                       | 1962 | 1968 | 1975 | 1982 | 1990 | 1999 | 2006 | 2011 | 2018 |
| -------------------------- | ---- | ---- | ---- | ---- | ---- | ---- | ---- | ---- | ---- |
| Einwohner                  | 130  | 132  | 115  | 96   | 92   | 103  | 97   | 95   | 87   |
| Quellen: Cassini und INSEE |      |      |      |      |      |      |      |      |      |

## Sehenswürdigkeiten
- Kirche Saint-Rufin-Saint-Valère aus dem 12. Jahrhundert, Monument historique seit 1915

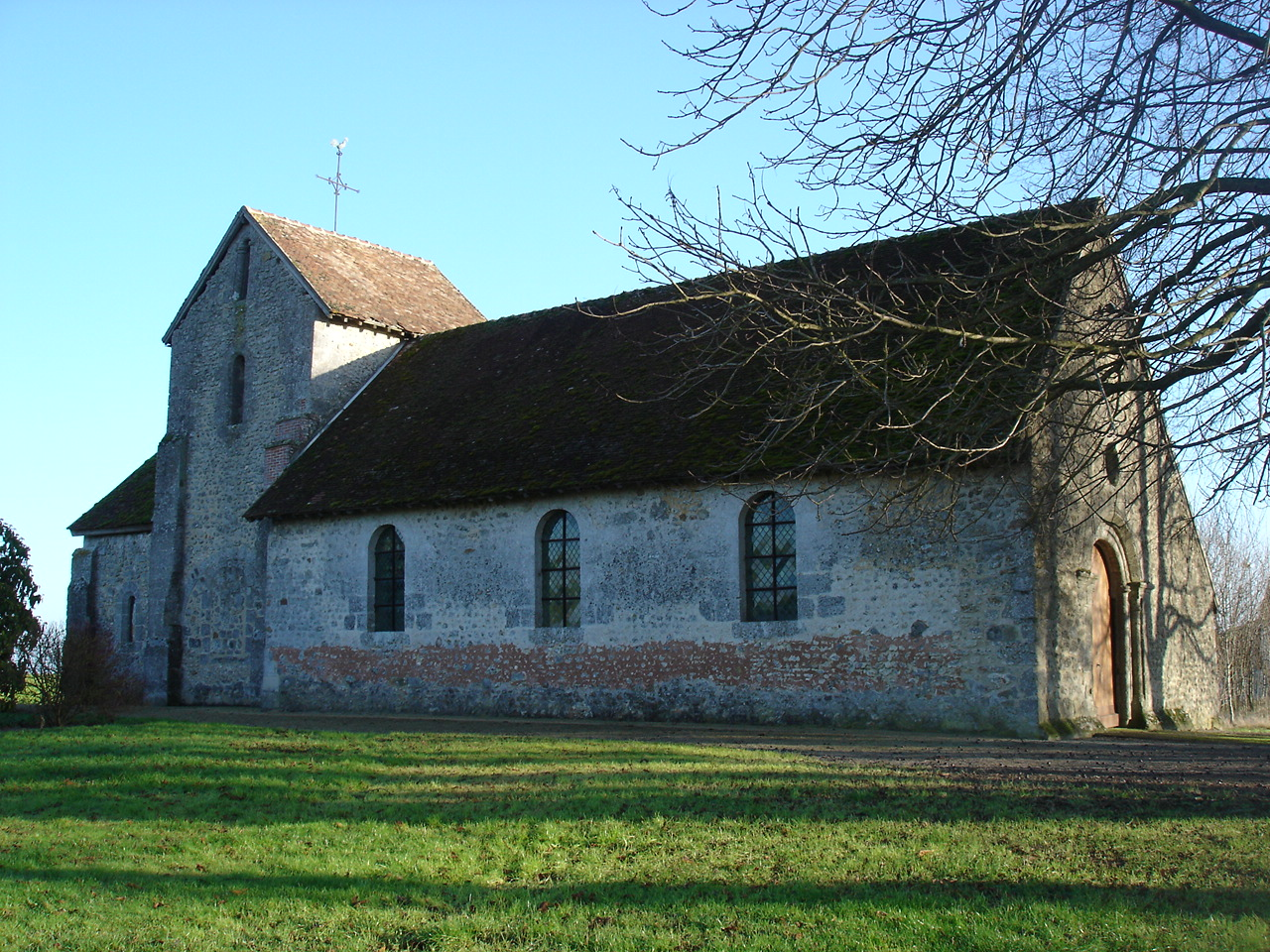
Kirche Saint-Rufin-Saint-Valère